# Don Bluth

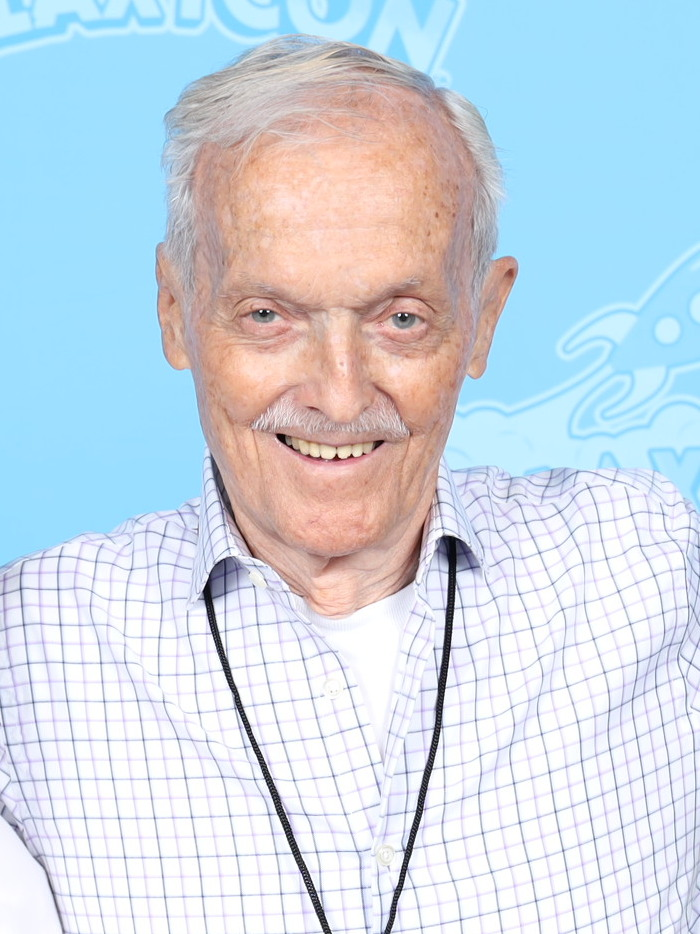
Don Bluth (2023)

Don Virgil Bluth (* 13. September 1937 in El Paso, Texas) ist ein US-amerikanischer Regisseur, Produzent und Drehbuchautor, der besonders für seine Arbeit an zahlreichen Zeichentrickfilmen, zuerst beim Disney-Studio und später in Eigenregie, bekannt wurde.

## Leben

### Kindheit
Don Bluth wuchs als Sohn einer texanischen Großfamilie auf einer Farm in Payson, Utah auf. Nachdem er im Alter von sechs Jahren Disneys Schneewittchen und die sieben Zwerge gesehen hatte, begann er, mit Leidenschaft zu malen, und beschloss schon in seiner Kindheit, sich als Macher von Zeichentrickfilmen zu versuchen. Nachdem die Familie 1954 nach Santa Monica, Kalifornien, gezogen war, machte der junge Don seinen Highschool-Abschluss und schickte eine Mappe mit Zeichnungen an die Disney Studios. Seine Arbeit wurde anerkannt und er wurde als Zeichner für Zwischenbilder bei Zeichentrickfilmen wie Dornröschen engagiert.

### Verschiedene Wege
Nach einem Jahr verließ Bluth Disney und diente für zweieinhalb Jahre als Missionar der Mormonen in Argentinien. Nach seiner Rückkehr machte er an der Brigham Young University in Provo seinen Abschluss in englischer Literatur und eröffnete danach mit seinem Bruder Toby ein Theater. Nach einiger Zeit wandte sich Don jedoch wieder dem Filmgeschäft zu, bei der Fernsehproduktionsfirma Filmation Studios begann er als Layout-Zeichner und stieg bald zum Leiter der Animationsabteilung auf.

### Rückkehr zu Disney
Nach drei Jahren bei den Filmation Studios kehrte Bluth 1971 zu Disney zurück, wo man nach dem Tod des legendären Firmengründers immer noch die Richtung für die Zukunft suchte. Nach der Mitarbeit an dem Zeichentrickfilm Robin Hood (1973) wurde er zum Animationsdirektor für Winnie Puh (1974) und Bernard und Bianca (1977) ernannt. Im Gegensatz zu manchen auf Sparsamkeit bedachten Produzenten legte Bluth Wert auf präzise, hochwertige Zeichentechnik und auf eine intelligente Geschichte, die das Publikum auch fordern sollte.
Während dieser Zeit entstand der Kontakt mit den Zeichnern Gary Goldman und John Pomeroy. Die drei entwickelten mehr und mehr eigene Ideen und sahen bald keine Möglichkeit mehr, diese innerhalb der Disney-Produktionsstruktur zu verwirklichen.

### Eigenproduktionen
Im September 1979 verließen Bluth, Goldman und Pomeroy gemeinsam Disney und gründeten ihr eigenes Studio, das 1982 die düstere Literaturverfilmung Mrs. Brisby und das Geheimnis von NIMH veröffentlichte. Im Jahr 1986 folgte der in Kooperation mit Steven Spielberg produzierte Erfolg Feivel, der Mauswanderer.
Nach der Verlegung des Studios ins irische Dublin im November 1986 folgten weitere Zeichentrickfilme, unter denen der bekannteste das Dino-Abenteuer In einem Land vor unserer Zeit (1988) sein dürfte. Später folgten das relativ viel beachtete Anastasia (1997) und der Science-Fiction-Film Titan A.E. (2000), der sich zu einem katastrophalen Flop für Studio und Produktionsfirma entwickelte und zur Schließung des Fox-Animationsstudios in Phoenix, Arizona, führte. Als Reaktion darauf verlegten Bluth und Kollegen sich vorerst auf das Design von Computerspielen, gründeten aber einige Jahre später wiederum eine Filmfirma, Don Bluth Films, Inc.

## Profil
Don Bluth beeinflusste die Disneyproduktionen seiner Zeit durch eine zuvor selten erreichte Ernsthaftigkeit und den hohen Wert, den er auf die Qualität jeder einzelnen Animation legte. Nachdem er sich von Disney verabschiedet hatte, verstärkte sich dieser Einfluss auf die eigenen Filme noch. Häufig müssen sich die Zuschauer mit dem plötzlichen und oft ziemlich brutalen Tod einer wichtigen Figur auseinandersetzen und sich in einer äußerst harten, bedrohlichen Wirklichkeit zurechtfinden (so nach dem Tod von Littlefoots Mutter in In einem Land vor unserer Zeit und noch mehr im insgesamt düstereren Mrs. Brisby und das Geheimnis von NIMH). Deshalb wird gelegentlich von Filmkritikern die Frage gestellt, ob seine Filme für Kinder geeignet sind.
Visuell zeichnet Bluths Werk ein hohes Maß an Präzision und Detailreichtum aus, die Bewegungen der Figuren sind weicher und flüssiger als im Durchschnitt. Ein Charakteristikum ist die starke Anwendung mimischer Bewegungen: Die Figuren, so etwa die Maus Feivel im gleichnamigen Film, bewegen ihre Gesichter, blinzeln und wackeln mit der Nase, bewegen ihre Münder und rollen mit den Augen, wodurch sie lebendiger wirken. Während die Darstellung von Zeichentrickfiguren überzeichneter und aufgrund der heftigen Gestik oftmals unfokussierter wirkt als zum Beispiel in Disney-Produktionen, legt Bluth bei der Darstellung realistischer, menschlicher Figuren großen Wert auf Natürlichkeit. Viele Szenen, in denen menschliche Akteure agieren, werden deswegen mit echten Schauspielern abgefilmt, deren Bewegungen direkt übernommen werden (Rotoskopie) oder deren die Bewegung definierende Posen den Animatoren als Modell dienen.

## Filmografie (Auswahl)
Filme
- 1978: Der Esel von Bethlehem (The Small One)
- 1979: Banjo, das Katzenkind (Banjo the Woodpile Cat)
- 1982: Mrs. Brisby und das Geheimnis von NIMH (The Secret of NIMH)
- 1986: Feivel, der Mauswanderer (An American Tail)
- 1988: In einem Land vor unserer Zeit (The Land Before Time)
- 1989: Charlie – Alle Hunde kommen in den Himmel (All Dogs Go to Heaven)
- 1991: Rock-a-Doodle – Ein Hahn erobert die Stadt (Rock-a-Doodle)
- 1994: Däumeline (Thumbelina)
- 1994: Der Zaubertroll (A Troll in Central Park)
- 1995: Hubi, der Pinguin (The Pebble and the Penguin)
- 1997: Anastasia
- 1999: Bartok der Großartige (Bartok the Magnificent)
- 2000: Titan A.E.

Kurzfilme
- 2009: Gift of the Hoopoe

Verschiedene Aufgaben
- 1973: Robin Hood (Charakter-Animator)
- 1974: Rückkehr nach Oz (Layout)
- 1977: Die vielen Abenteuer von Winnie Puuh (Animation)
- 1977: Elliot, das Schmunzelmonster (Animationsdirektor)
- 1977: Bernard und Bianca – Die Mäusepolizei (Animation)
- 1980: Xanadu (Animation)

Videospiele
- 1983: Dragon’s Lair
- 1984: Space Ace
- 1991: Dragon’s Lair II: Time Warp
- 1992: Dragon’s Lair III: Curse of Mordread
- 2002: Dragon’s Lair 3D: Return to the Lair